# Mistrzostwa Polski w kolarstwie torowym – wyścig indywidualny na dochodzenie kobiet
Mistrzostwa Polski w kolarstwie torowym w konkurencji wyścigu indywidualnego na dochodzenie kobiet odbywają się od 1987 na dystansie 3000 metrów. Zawodów nie rozegrano w 1989.

## Kobiety
| Rok  | Złoto                   | Srebro               | Brąz                    |
| 1987 | Małgorzata Sandej       | Bogumiła Matusiak    | Małgorzata Jędrzejewska |
| 1988 | Bogumiła Matusiak       | Małgorzata Sandej    | Małgorzata Jędrzejewska |
| 1990 | Małgorzata Jędrzejewska | Bogumiła Matusiak    | Agnieszka Godras        |
| 1991 | Małgorzata Jędrzejewska | Bogumiła Matusiak    | Agnieszka Godras        |
| 1992 | Małgorzata Jędrzejewska | Agnieszka Godras     | Bogumiła Matusiak       |
| 1993 | Małgorzata Jędrzejewska | Bogumiła Matusiak    | Agnieszka Godras        |
| 1994 | Małgorzata Jędrzejewska | Agnieszka Godras     | Katarzyna Wróbel        |
| 1995 | Małgorzata Jędrzejewska | Agnieszka Godras     | Monika Kotek            |
| 1996 | Agnieszka Godras        | Monika Kotek         | Małgorzata Sandej       |
| 1997 | Agnieszka Godras        | Monika Kotek         | Małgorzata Sandej       |
| 1998 | Monika Tyburska         | Beata Krakowiak      | Monika Kotek            |
| 1999 | Monika Tyburska         | Dorota Czynszak      | Agnieszka Wilczyńska    |
| 2000 | Monika Tyburska         | Anna Skawińska       | Agnieszka Wilczyńska    |
| 2001 | Monika Tyburska         | Agnieszka Pietr      | Małgorzata Wysocka      |
| 2002 | Joanna Ignasiak         | Agnieszka Pietr      | Emilia Skawińska        |
| 2003 | Joanna Ignasiak         | Agnieszka Pietr      | Katarzyna Jagusiak      |
| 2004 | Joanna Ignasiak         | Anna Skawińska       | Agnieszka Pietr         |
| 2005 | Anna Skawińska          | Agnieszka Pietr      | Katarzyna Jagusiak      |
| 2006 | Joanna Ignasiak         | Katarzyna Ignasiak   | Anna Harkowska          |
| 2007 | Edyta Jasińska          | Małgorzata Wojtyra   | Angelika Kulisch        |
| 2008 | Edyta Jasińska          | Małgorzata Wojtyra   | Dominika Mączka         |
| 2009 | Edyta Jasińska          | Katarzyna Pawłowska  | Paulina Cywińska        |
| 2010 | Edyta Jasińska          | Małgorzata Wojtyra   | Katarzyna Pawłowska     |
| 2011 | Małgorzata Wojtyra      | Katarzyna Pawłowska  | Eugenia Bujak           |
| 2012 | Katarzyna Pawłowska     | Edyta Jasińska       | Eugenia Bujak           |
| 2013 | Katarzyna Pawłowska     | Małgorzata Wojtyra   | Eugenia Bujak           |
| 2014 | Edyta Jasińska          | Małgorzata Wojtyra   | Natalia Rutkowska       |
| 2015 | Edyta Jasińska          | Natalia Rutkowska    | Agata Drozdek           |
| 2016 | Edyta Jasińska          | Natalia Rutkowska    | Nikola Różyńska         |
| 2017 | Justyna Kaczkowska      | Katarzyna Pawłowska  | Łucja Pietrzak          |
| 2018 | Justyna Kaczkowska      | Karolina Karasiewicz | Marta Lach              |
| 2019 | Justyna Kaczkowska      | Łucja Pietrzak       | Dominika Bykowska       |
| 2020 | Karolina Karasiewicz    | Patrycja Lorkowska   | Karolina Kumięga        |
| 2021 | Patrycja Lorkowska      | Zuzanna Olejniczak   | Zuzanna Chylińska       |
| 2022 | Marianna Hall           | Olga Wankiewicz      | Patrycja Lorkowska      |
| 2023 | Olga Wankiewicz         | Patrycja Lorkowska   | Maja Tracka             |
| 2024 | Olga Wankiewicz         | Martyna Szczęsna     | Maja Tracka             |